# Henry Keppel

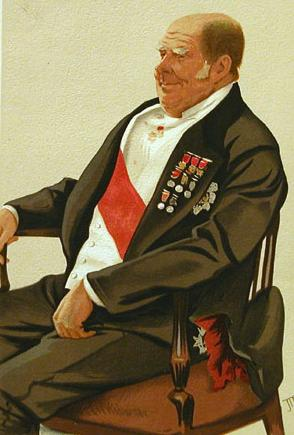
Admirał lord Henry Keppel

Henry Keppel (ur. 14 czerwca 1809, zm. 17 stycznia 1904) – brytyjski arystokrata i wojskowy, młodszy syn Williama Keppela, 4. hrabiego Albemarle, i Elizabeth Southwell, córki 20. barona de Clifford.
Do Royal Navy wstąpił po ukończeniu nauki w Szkole Marynarki w Portsmouth w 1822 r. Pozycja społeczna rodziny i jej znajomości pomogły Keppelowi szybko awansować. W 1829 r. był już kapitanem marynarki, a w 1833 r. komandorem porucznikiem. Jego pierwsze samodzielne zadanie bojowe polegało na patrolowaniu wybrzeży Hiszpanii, podczas trwającej wówczas wojny karlistowskiej. Keppel został po tej służbie uznany za dobrego żeglarza. Jego następnym zadaniem był udział w działaniach grupy okrętów na zachodnich wybrzeżach Afryki, by przeciwdziałać handlu niewolnikami.

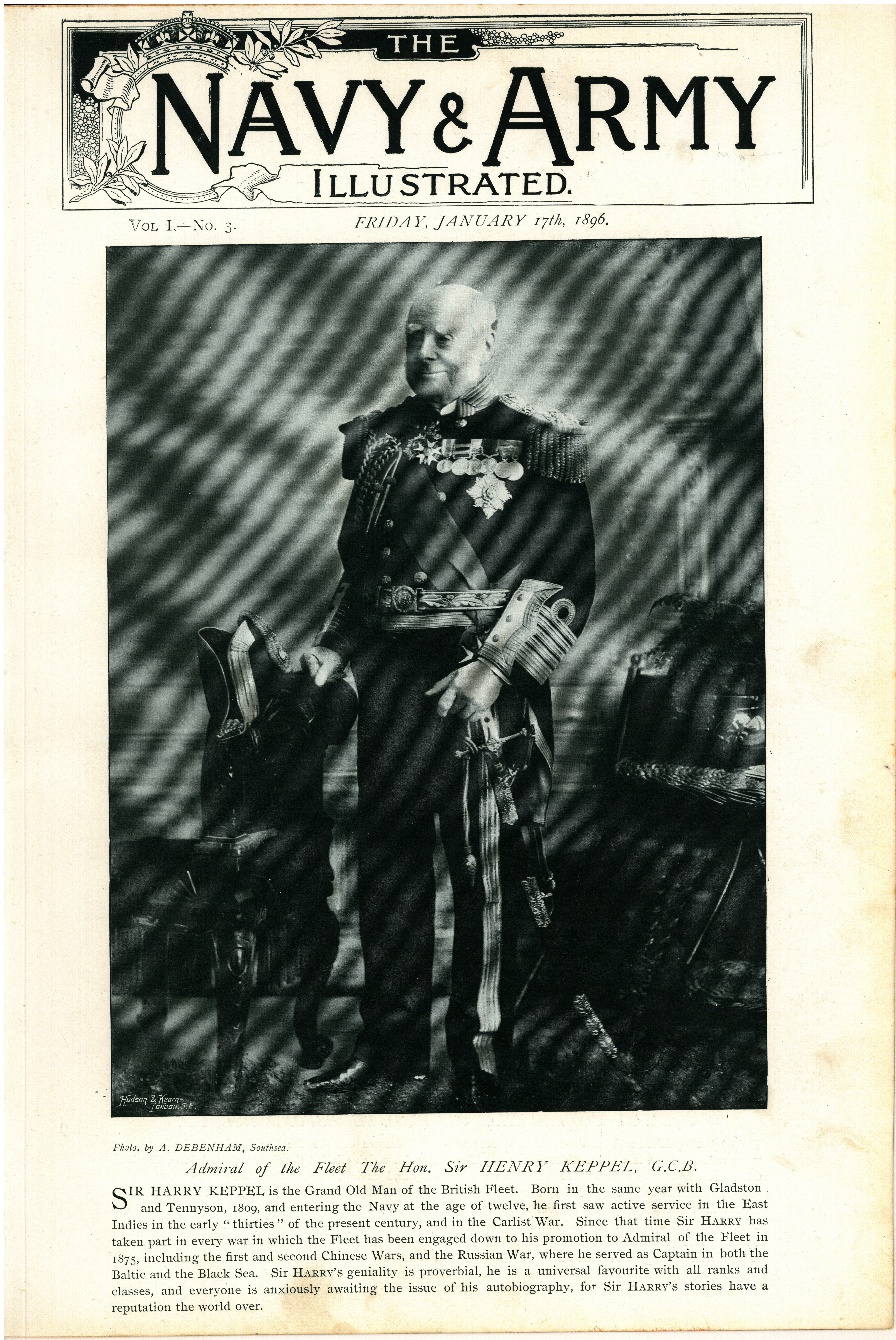
The Navy & Army Illustrated, 1896.

W 1837 r. uzyskał rangę komandora (Captain) i w 1841 r. rozpoczął służbę w Chinach, podczas której jego głównym zadaniem było zwalczanie malajskich piratów. W 1847 r. powrócił na Daleki Wschód jako dowódca HMS „Meander”. Swoje działania podczas obu tych misji Keppel opisał w dwóch książkach: Ekspedycja na Borneo na pokładzie HMS „Dido” w celu powstrzymania piractwa ("The Expedition to Borneo of H.M.S. Dido for the Suppression of Piracy”, 1846) oraz Wizyta na archipelagu indyjskim na pokładzie HMS „Meander” („A Visit to the Indian Archipelago in H.M.S. Meander", 1853). Obydwie książki zostały później wykorzystane w autobiografii admirała wydanej w 1899 r. pod tytułem Życie marynarza pod czterema zwierzchnikami („A Sailors Life under four Sovereigns”).
Podczas wojny krymskiej dowodził okrętem HMS „St Jeanne d'Arc”, ale nie brał udziału w bezpośrednich działaniach wojennych. Jako dowódca Morskiej Brygady brał udział w oblężeniu Sewastopola. Po wojnie krymskiej został ponownie wysłany do Chin, jako dowódca HMS „Raleigh”. Rychło jednak utracił swój okręt, który wszedł na skały w pobliżu Hongkongu. Keppel został wówczas dowódcą zespołu mniejszych jednostek, na czele których zniszczył flotę chińską 1 czerwca 1857 r. pod Foshan. Otrzymał za to Krzyż Wielki Orderu Łaźni. Następnie dowodził okrętem HMS „Alligator”.
Okrętem tym dowodził do uzyskania rangi kontradmirała. W 1877 r. uzyskał stopień admirała floty. Dwa lata później, w 1879 odszedł z czynnej służby. Otrzymał tytuł honorowego doktora prawa cywilnego.
25 lutego 1839 r. poślubił Katherine Louisę Crosbie (zm. 5 czerwca 1859), córkę generała Johna Crosbiego. Małżonkowie nie mieli razem dzieci.
31 października 1861 r. poślubił Jane Elizabeth West (zm. 21 kwietnia 1895), córkę Martina Westa. Henry i Jane mieli razem syna i córkę:
- Colin Richard Keppel (3 grudnia 1862 – 6 lipca 1947)
- Maria Walpole Keppel (6 maja 1865 – 20 listopada 1952), żona admirała Fredericka Hamiltona, miała dzieci